# Sergio Ballesteros
Sergio Martínez Ballesteros, más conocido como Ballesteros (Burjasot, provincia de Valencia, España, 4 de septiembre de 1975) es un futbolista español. Jugó de defensa. Es el cuarto jugador con más partidos oficiales disputados en la historia del Levante Unión Deportiva.

## Trayectoria
Sergio Ballesteros inició su carrera en el Burjassot en las categorías inferiores y después su carrera profesional   Levante UD de Valencia, por entonces en Segunda División B. Tras un enfrentamiento de Copa del Rey contra el CD Tenerife, el técnico tinerfeñista, Jupp Heynckes, decidió ficharlo para el club chicharrero. De ese modo, debutó en Primera División el 3 de enero de 1996. 
Con el club tinerfeño llegó a disputar la Copa de la UEFA, aunque al final de la temporada 1998/99 descendió a Segunda División. Jugó una temporada en la categoría de plata y luego regresó a Primera al fichar por el Rayo Vallecano. Allí protagonizó una de sus mejores temporadas, jugando en 36 de los 38 partidos de liga, en los que anotó dos goles. 
El verano de 2001 se incorporó a las filas del Villarreal CF, cuyos colores defendió durante tres años como titular indiscutible. En este tiempo conquistó una Copa Intertoto y alcanzó las semifinales de la Copa de la UEFA.
La temporada 2004/04 fichó por el Real Mallorca. En el Real Mallorca pasó las últimas cuatro temporadas hasta que en el verano de 2008 fue apartado del equipo. Este hecho ocasionó su vuelta al Levante UD en la temporada 2008/09, tras el descenso del equipo granota a la Segunda División.
La temporada 2009-2010, la plantilla del Levante UD fue realizada con idea de mantener al club en Segunda División, es decir, el objetivo era luchar para no descender. Ballesteros se encuentra entre los suyos, en el club en el que debutó, en un equipo en el que todos (y él mismo) eran considerados como jugadores mediocres o "sobras", por la gran variedad de suplentes en otros equipos, canteranos y veteranos. Ballesteros, junto al resto del equipo, logró una segunda vuelta impresionante con solo 3 derrotas fuera de casa; por ello, el Levante UD logró ascender a la máxima categoría del fútbol español. Ballesteros contribuyó al ser una de las piezas fundamentales del equipo, y siendo titular en la gran mayoría de los partidos, e incluso capitán. Con este ascenso rompió la regla, junto a jugadores como Rafael Jordà Ruiz de Assín o Vicente Iborra, de que "veteranos, canteranos y suplentes no valen". 
En la temporada 2010-2011 marcó un gol, jugó todos los partidos y renovó con el club por un año más.
En la temporada 2011-2012 ha conseguido guiar a su equipo hasta puestos europeos en la clasificación de la Liga y la próxima temporada el Levante jugará la Europa League. 
En la temporada 2012-2013 Ballesteros vuelve a anunciar su renovación por un año más con la entidad granota pero al finalizar la temporada el Levante UD anuncia la retirada del jugador, después de ofrecerle un puesto en el cuerpo técnico que rechazó.

## Selección nacional

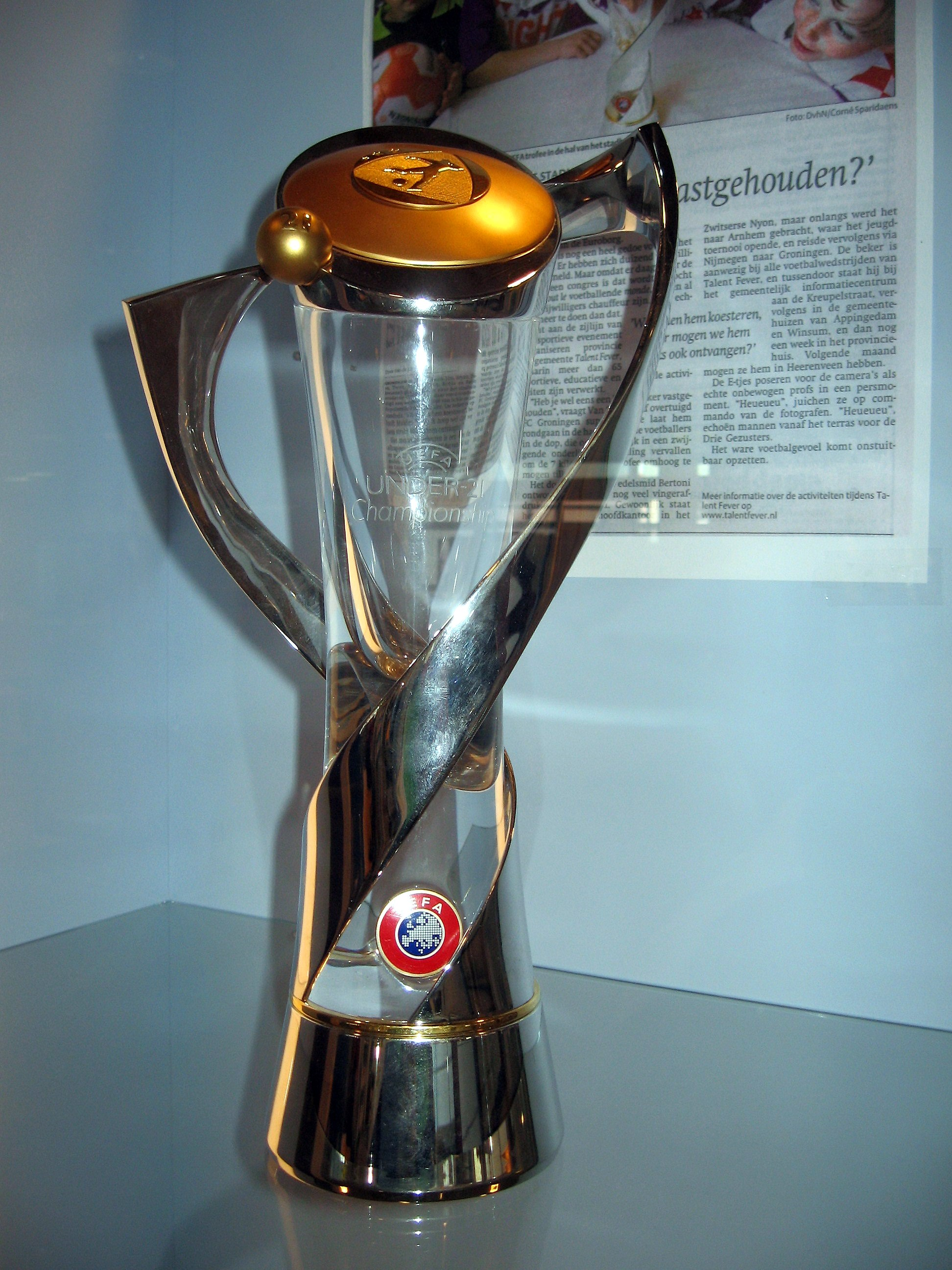
Foto de la Eurocopa Sub-21 ganada

Ha sido internacional con la selección española sub-21 en 17 partidos, siendo campeón de la Eurocopa sub-21 en 1998 junto con otros jugadores de renombre como pueden ser Iker Casillas, Xavi...
Durante su época en la selección española sub-21 fue nombrado jugador del partido en 3 partidos gracias a sus intervenciones destacando la de la final, en la que el resultado del marcador fue de 3-0 a favor de la selección española.

## Clubes
| Club           | País   | Año        | Partidos | Goles |
| -------------- | ------ | ---------- | -------- | ----- |
| Levante UD     | España | 1994-1995  | 34       | 4     |
| CD Tenerife    | España | 1996-2000  | 113      | 4     |
| Rayo Vallecano | España | 2000-2001  | 49       | 2     |
| Villarreal CF  | España | 2001-2004  | 96       | 2     |
| RCD Mallorca   | España | 2004-2008  | 113      | 1     |
| Levante UD     | España | 2008- 2013 | 164      | 3     |

## Palmarés
| Título         | Club             | País                                      | Año  |
| -------------- | ---------------- | ----------------------------------------- | ---- |
| Copa Intertoto | Villarreal C. F. | Heerenveen (P. Bajos) Villarreal (España) | 2003 |
| Copa Intertoto | Villarreal C. F. | Madrid (España) Villarreal (España)       | 2004 |